# مالیننگکی

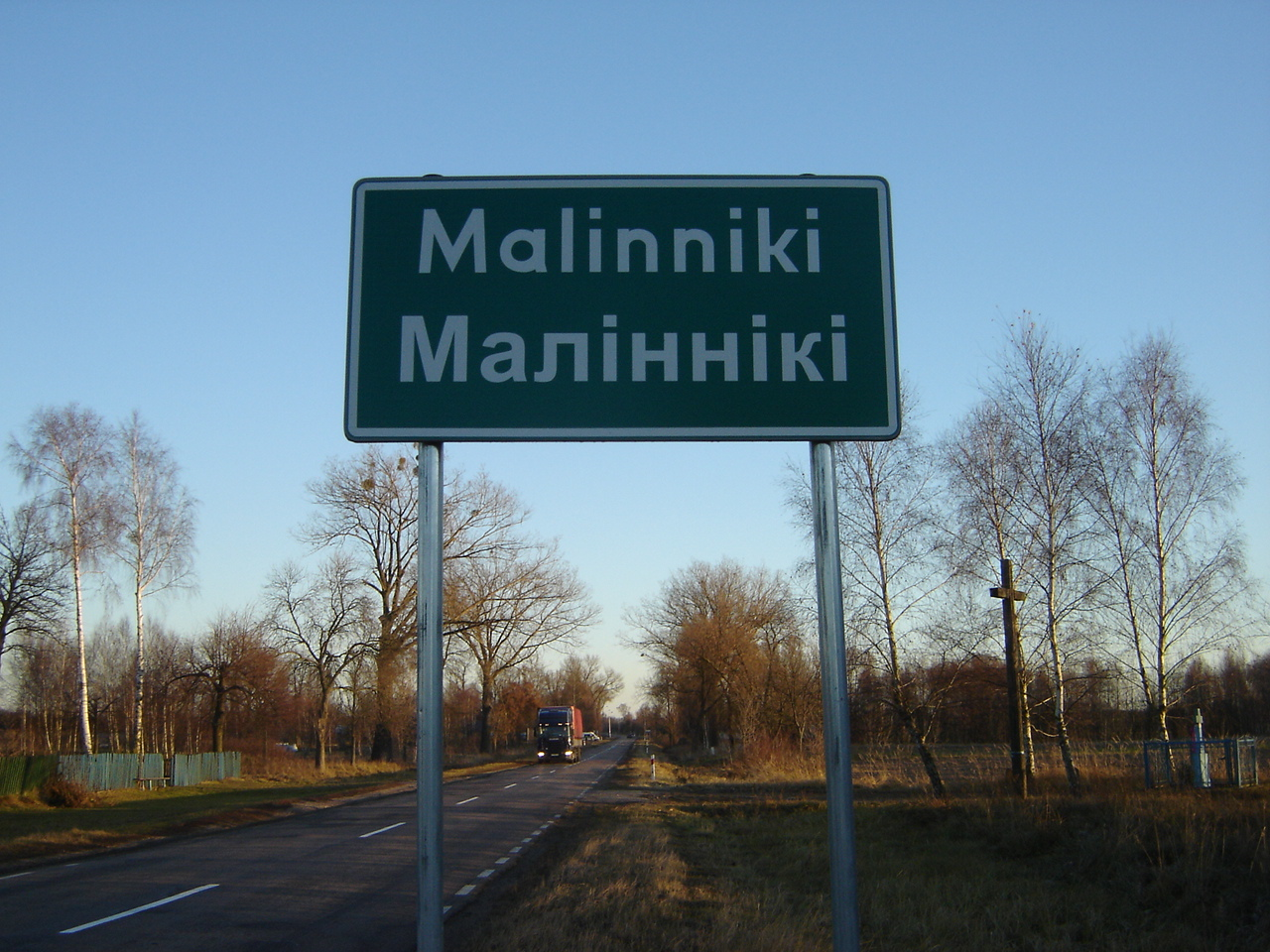
ورودی روستا

مالیننگکی (به لاتین: Malinniki) یک روستا در لهستان است که در گمینا اورلا واقع شده‌است. مالیننگکی ۲۸۰ نفر جمعیت دارد.